# Nikolaj Noskov
Nikolaj Ivanovitj Noskov (russisk: Николай Иванович Носков, tr. Nikolaj Ivanovitj Noskov; født 12. januar 1956 i Gagarin, Smolensk oblast, Sovjetunionen) er en sovjetisk/russisk sanger og tidligere vokalist i hardrockbandet Gorky Park (mellem 1987-1990). Noskov har vundet Den gyldne grammofon fem gange. Han var medlem af Москва-bandet (Moskva) i begyndelsen af 1980'erne, og bandet Гран-при (Grand Prix) i 1988 lige før han sluttede sig til Gorky Park, og senere i 1990'erne af bandet Николай (Nikolaj). Fra 1998 startede Noskov en solokarriere, hvor han udgav seks soloalbummer. I 2015 var han jury i anden sæson af reality-tv-serien Glavnaja stsena, den russiske udgave af The X Factor.

## Diskografi

### Albummer
- Я тебя люблю (I Love You, 1998) (En anden titel Блажь, Whim[5][6])
- Стёкла и бетон (Glass and Concrete, 2000) (En anden titel Паранойя, Paranoia)[7]
- Дышу тишиной (Breathing the Silence, 2000)[8][9]
- По пояс в небе (Talje dybt i himlen, 2006)[10]
- Оно того стоит (It's worth it, 2011).[11][12]
- Без названия (No Name, 2012) (En anden titel Мёд, Honning)